# Antigo (Wisconsin)
Antigo – miasto w Stanach Zjednoczonych, w stanie Wisconsin, w hrabstwie Langlade.